# Birkenwerder
Birkenwerder é um município da Alemanha, situado no distrito de Oberhavel, no estado de Brandemburgo. Tem 18,10 km² de área, e sua população em 2019 foi estimada em 8.133 habitantes.